# Penna San Giovanni
Penna San Giovanni település Olaszországban, Marche régióban, Macerata megyében. Lakosainak száma 944 fő (2023. január 1.). Penna San Giovanni Falerone, Gualdo, Sant’Angelo in Pontano, Servigliano, Amandola és Monte San Martino községekkel határos.

## Népesség
A település lakossága az elmúlt években az alábbi módon változott:
| Lakosok száma | 1076 | 1065 | 944  |
|               | 2017 | 2018 | 2023 |